# Crash Twinsanity
Crash Twinsanity er det ellevte spil i Crash Bandicoot-serien, selv om det er det femte kronologisk set. Det blev udgivet af Vivendi Universal Games og udviklet af Traveller's Tales til PlayStation 2 og Xbox. Det blev udgivet i Nordamerika den 28. september 2004 og i Europa den 8. oktober 2004.
Spillets historie foregår tre år efter begivenhederne i Crash Bandicoot: The Wrath of Cortex, og følger hovedpersonen og den vigtigste antagonist i serien, Crash Bandicoot og Doctor Neo Cortex, da de er tvunget til at arbejde sammen om at stoppe de onde Twins, en duo af papegøjer, der planlægger at ødelægge Wumpa Island (N. Sanity) og stjæle Dr.Neo Cortex's hjerne.

## Gameplay
Crash Twinsanity adskiller sig væsentligt i gameplay fra sin forgænger Crash Bandicoot: The Wrath of Cortex. Spillet er stort set spillet i en frit rummelig stil, og plottet er nu skubbet frem ved at gå gennem niveauer, i stedet for at indsamle krystaller.
Gems spredt i hele niveauer kan indhentes til at låse ekstraudstyr op såsom concept art. Crash's kontrolstil er stort set den samme som de tidligere spil, selv om han ikke har forskellige nye manøvre. Ligesom Jak og Daxter-serien, er Crash undervejs ledsaget af en anden karakter, i dette tilfælde hans ærkefjende Doctor Neo Cortex. Crash kan bruge Cortex som en hammer, udføre et snurre-angreb, mens du holder på ham, kaste ham over huller for at aktivere kontakter, og kan endda bruge ham som et snowboard.
I nogle områder af spillet, såsom Academy of Evil, vil Cortex gå solo, bevæbnet med en strålepistol og en begrænset mængde ammunition hvor han skal bekæmpe  forstanderinden af Academy of Evil Madame Amberly. En anden kontrollerbar karakter er Cortex's niece, Nina Cortex. Hun kæmper gennem niveauerne ved at bruge sine mekaniske arme og klatreevner. I den allersidste del af spillet, skal man styre alle 3 på skift. Crash går til sidst ind i robotten, kendt som Mecha-Bandicoot. Han er den sidste spilbar karakter og kan skyde plasmastråler.